# Віктор Амадей III
Віктор Амадей III (італ. Vittorio Amedeo III; 26 червня 1726, Турин, Італія — 16 жовтня 1796, Монкальєрі, Італія) — король Сардинського королівства і герцог Савойський з 1773 року.

## Біографія
Віктор Амадей був старшим сином Карла Еммануїла III і його другої дружини Поліксени Христини Гессе-Рейнфельс-Ротенбург.
Він зійшов на престол в 1773 році після смерті батька. Протягом Італійської кампанії Наполеона його війська були переможені французами в битві при Мілессімо (13 квітня 1796) року). Віктор Амадей був змушений підписати Паризький договір (1796) і поступитися Франції містами Кунео, Чева, Алессандрія і Тортона. Цей мир фактично знищив Сардинію як самостійну державу: Савоя і Ніцца також перейшли до Франції.